# جورج جرداق
جورج سجعان جرداق (1933 - 6 نوفمبر 2014) هو شاعر غنائي وكاتب أغاني لبناني، قام بتأليف قصيدة هذه ليلتي، والتي غنتها أم كلثوم ولحنها محمد عبد الوهاب سنة 1968، ولد في قرية مرجعيون جنوب لبنان وتخرج من الكلية البطريركية، وضع سلسلة كتب عن الإمام علي.

## أعماله الأخرى
- قصور وأكواخ
- الإمام علي صوت العدالة الإنسانية ((سلسلة))
- صلاح الدين وريكاردوس قلب الأسد((رواية تاريخية))
- نجوم الظهر
- عبقرية العربية
- صبايا ومرايا
- وجوه من كرتون
- حديث الحمار
- حكايات
- نغم ساحر
- علي صوت العدالة الإنسانية (ستة مجلدات)
- روائع نهج البلاغة

«لماذا کتب حول أمير المؤمنين الامام علي ابن أبي طالب عليه السلام»
في حوار خاص ونادر مع موقع شفقنا قال جورج جرداق بأن کتبت حول الإمام علي ابن أبي طالب لأن علي كان نموذجا وهو يؤسس في دولته إلى العدالة ولأن علي كان أستاذ عصره وجيله في الحكمة والفلسفة بل أستاذ الأجيال التي تعاقبت من بعده. وفي هذا الحوار لأول مرة جورج جرداق تحدث عن سر عدم الكتابة لشخصية أخرى غير علي ابن أبي طالب وقال: ... لقد عرض عليّ بعض الناس من دول الخليج العربي ومصر أن أكتب في عمر بن الخطاب مثلاً وآخرين .. لكنني رفضت ليس لأنني أرى أن عمراً سيئاً .. لكنني لم أجد من هو أهل بعد علي للكتابة، فعقرت قلمي في أن أكتب لشخص غيره...وهو ما حدث بيني وبين علي، وما يجب أن يحدث بين الآخرين وعلي يجب ألا يكون ما هو معتمد على عرقية أو فئوية أو حزبيه أو إيدلوجية ضيقة، بل إن العدالة المتوفره في علي من عادات عربية أصيلة كحب الخير والمساعدة والنخوة والشهامة والكرم والرجولة والبطولة والفروسية والشجاعة والعدل والإنصاف والثقافة والأدب والفكر والعلم والدين أي الزهد ومخافة الله وما غير ذلك أمور تدفعني في أن اتخذ من الإمام علي عليه السلام أيقونة قومية عربية أتفاخر بها.

## وصلات خارجية
- ترجمته في معجم البابطين للشعراء المعاصرين
- في حوار نادر، جورج جرداق لشفقنا: لم اجد من هو أهل بعد علي «ع» للكتابة ولهذا عقرت قلمي في ان اكتب لشخص غيره
- تسمية شارع في طهران باسم الكاتب اللبناني جورج جرداق